# ابوزین کحال
ابوزین کَحال پزشک ایرانی سده ۱۵ میلادی و سده ۹ قمری بود. دانش زیادی از زندگی وی در دسترس نیست. وی معاصر شاهرخ تیموری بوده و در دوران حکومت وی به هرات سفر کرده و در آن جا کتابی با نام شرایط جراحی نگاشته و آن را به تیمور پیشکش کرده. از واژهٔ کحال پیداست که وی در چشم‌پزشکی نیز مهارت داشته اگرچه وی در کتابش به این موضوع نپرداخته این کتاب ۱۰ مقاله دارد و هر مقاله چند شرط دارد. متن این کتاب روان و برای مبتدیان قابل فهم است. نخستین مقاله دربارهٔ تشریح است سپس به بررسی فصد و انواع ادویه جات پرداخته و بیماری‌هایی که با جراحی قابل درمان اند را به همراه علل و نشانه‌های بیماری‌ها شرح داده. مقالهٔ هفتم را به نبض و مقالهٔ دهم را به حیوانات گزنده پرداخته. وی مدعی کشف درمان جدیدی برای پیسی شده و روشی برای خارج کردن هزارپا از گوش با استفاده از مادهٔ حاوی فلفل ابداع کرده. یک نسخهٔ کامل از شرایط جراحی در کتاب‌خانهٔ گوهر شاد مشهد و ۳ نسخهٔ ناقص یکی در کتابخانهٔ دانشکدهٔ پزشکی دانشگاه تهران، دومی در دانشگاه لاهور پنجاب و سومی در دانشگاه لس‌آنجلس کالیفرنیا وجود دارد. ابوزین کتاب‌هایی با نام‌های رسالهٔ نوریه و مصباح العیان در بارهٔ چشم پزشکی نگاشته که امروزه اثری از آن‌ها در دسترس نیست.